# Un monde violent
Pour plus de détails, voir Fiche technique et Distribution.
Un monde violent est un film dramatique français réalisé par Maxime Caperan et sorti en 2025,.

## Fiche technique
Sauf indication contraire, les informations mentionnées dans cette section peuvent être confirmées par les bases de données cinématographiques IMDb et Allociné,  présentes dans la section « Liens externes ».
- Titre original : Un monde violent
- Réalisation : Maxime Caperan
- Scénario : Maxime Caperan et Thomas Finkielkraut
- Musique : Gaspar Claus
- Décors : Lorraine Gaulier
- Costumes : Elisa Ingrassia
- Photographie : Eva Sehet
- Son : Jules Valeur, Renaud Bajeux, Agathe Poche et Paul Jousselin
- Montage : Alexandre Donot
- Production : Charles Philippe
- Sociétés de production : Les Films du Clan
- Sociétés de distribution : UFO Distribution
- Pays de production :  France
- Langue originale : français
- Format : couleur
- Genre : Drame
- Durée : 120 minutes
- Dates de sortie :
  - France : 29 janvier 2025

## Distribution
- Kacey Mottet-Klein : Sam
- Félix Maritaud : Paul
- Olivia Côte : Suzanne
- Bonnie Duvauchelle : Justine
- Guillaume Verdier : Vincent
- Juliette Couronné-Genard : Julie
- Lola Rebière : Sonia
- Frédéric Saurel : Yves
- Éric Caravaca : Michel
- Patrick Ligardes : Collignon
- Yannick Choirat : Capitaine Fournier
- Martine Borg : une patiente à l'hôpital
- Émilie Cazenave